# Frank J. Selke Trophy

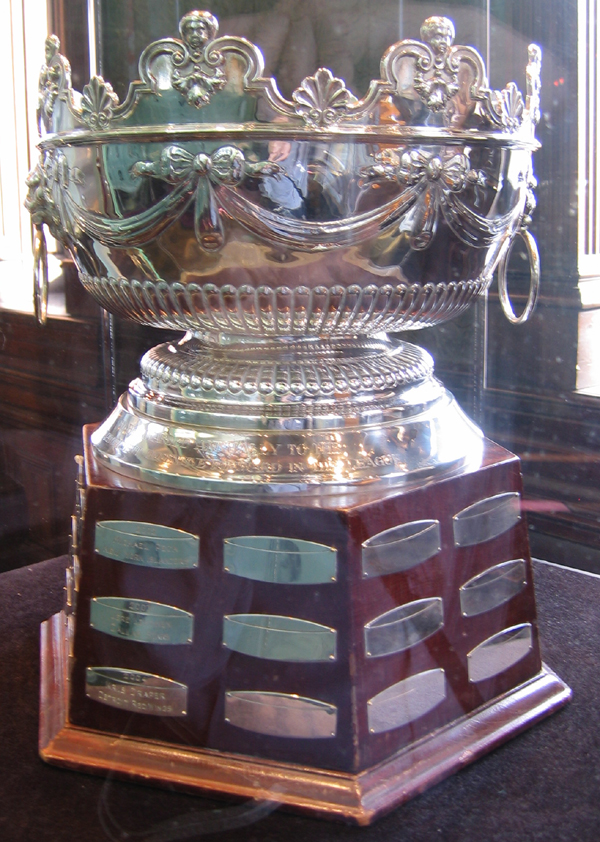
Frank J. Selke Trophy

Trofej Franka J. Selkeho (anglicky Frank J. Selke Trophy) je ocenění pro nejlépe bránícího útočníka v NHL.
Trofej je od roku 1977 udělována útočníkovi, který nejlépe plní obranné úkoly. Byla zavedena Radou guvernérů, tedy nejvyšším kolektivním orgánem NHL, složeným z generálních manažerů všech ligových klubů. Toto ocenění je v posledních letech stále více ceněno a vítěz Frank J. Selke Trophy je všeobecně považován za mimořádně prospěšného hokejistu.
Trofej, o jejímž vítězi rozhodují reportéři sdružení v Asociaci profesionálních hokejových reportérů, nese jméno Franka Selkeho, dlouholetého a velmi úspěšného manažera Montrealu Canadiens.

## Vítězové
| Frank J. Selke Trophy - (nejlépe bránící útočník) |                      |                     |
| Sezóna                                            | Hráč                 | Tým                 |
| 1977–1978                                         | Bob Gainey           | Montreal Canadiens  |
| 1978–1979                                         | Bob Gainey           | Montreal Canadiens  |
| 1979–1980                                         | Bob Gainey           | Montreal Canadiens  |
| 1980–1981                                         | Bob Gainey           | Montreal Canadiens  |
| 1981–1982                                         | Steve Kasper         | Boston Bruins       |
| 1982–1983                                         | Bobby Clarke         | Philadelphia Flyers |
| 1983–1984                                         | Doug Jarvis          | Washington Capitals |
| 1984–1985                                         | Craig Ramsay         | Buffalo Sabres      |
| 1985–1986                                         | Troy Murray          | Chicago Blackhawks  |
| 1986–1987                                         | Dave Poulin          | Philadelphia Flyers |
| 1987–1988                                         | Guy Carbonneau       | Montreal Canadiens  |
| 1988–1989                                         | Guy Carbonneau       | Montreal Canadiens  |
| 1989–1990                                         | Rick Meagher         | St. Louis Blues     |
| 1990–1991                                         | Dirk Graham          | Chicago Blackhawks  |
| 1991–1992                                         | Guy Carbonneau       | Montreal Canadiens  |
| 1992–1993                                         | Doug Gilmour         | Toronto Maple Leafs |
| 1993–1994                                         | Sergej Fjodorov      | Detroit Red Wings   |
| 1994–1995                                         | Ron Francis          | Pittsburgh Penguins |
| 1995–1996                                         | Sergej Fjodorov      | Detroit Red Wings   |
| 1996–1997                                         | Michael Peca         | Buffalo Sabres      |
| 1997–1998                                         | Jere Lehtinen        | Dallas Stars        |
| 1998–1999                                         | Jere Lehtinen        | Dallas Stars        |
| 1999–2000                                         | Steve Yzerman        | Detroit Red Wings   |
| 2000–2001                                         | John Madden          | New Jersey Devils   |
| 2001–2002                                         | Michael Peca         | New York Islanders  |
| 2002–2003                                         | Jere Lehtinen        | Dallas Stars        |
| 2003–2004                                         | Kris Draper          | Detroit Red Wings   |
| 2004–2005                                         | Neudělena pro stávku |                     |
| 2005–2006                                         | Rod Brind'Amour      | Carolina Hurricanes |
| 2006–2007                                         | Rod Brind'Amour      | Carolina Hurricanes |
| 2007–2008                                         | Pavel Dacjuk         | Detroit Red Wings   |
| 2008–2009                                         | Pavel Dacjuk         | Detroit Red Wings   |
| 2009–2010                                         | Pavel Dacjuk         | Detroit Red Wings   |
| 2010–2011                                         | Ryan Kesler          | Vancouver Canucks   |
| 2011–2012                                         | Patrice Bergeron     | Boston Bruins       |
| 2012–2013                                         | Jonathan Toews       | Chicago Blackhawks  |
| 2013–2014                                         | Patrice Bergeron     | Boston Bruins       |
| 2014–2015                                         | Patrice Bergeron     | Boston Bruins       |
| 2015–2016                                         | Anže Kopitar         | Los Angeles Kings   |
| 2016–2017                                         | Patrice Bergeron     | Boston Bruins       |
| 2017–2018                                         | Anže Kopitar         | Los Angeles Kings   |
| 2018–2019                                         | Ryan O'Reilly        | St. Louis Blues     |
| 2019–2020                                         | Sean Couturier       | Philadelphia Flyers |
| 2020–2021                                         | Aleksander Barkov    | Florida Panthers    |
| 2021–2022                                         | Patrice Bergeron     | Boston Bruins       |
| 2022–2023                                         | Patrice Bergeron     | Boston Bruins       |
| 2023–2024                                         | Aleksander Barkov    | Florida Panthers    |
| 2024–2025                                         | Aleksander Barkov    | Florida Panthers    |
| Zdroj na NHL.cz                                   |                      |                     |